# Analamyctes tucumanus
Analamyctes tucumanus är en mångfotingart som beskrevs av Chamberlin 1955. Analamyctes tucumanus ingår i släktet Analamyctes och familjen fåögonkrypare. Inga underarter finns listade i Catalogue of Life.